# Phryneta crassa
Phryneta crassa là một loài bọ cánh cứng trong họ Cerambycidae.